# Estadio Príncipe Mohammed
El Estadio Príncipe Mohammed es un estadio multipropósito ubicado en la ciudad de Zarqa, Jordania. Actualmente se utiliza sobre todo para los partidos de fútbol. El estadio tiene capacidad para 17.000 personas.